# Jaguar S-Type (1963)
|  | Denne artikel omhandler modellen bygget mellem 1963 og 1968. For modellen af samme navn bygget mellem 1998 og 2007, se Jaguar S-Type. |
Jaguar S-Type er en sedan produceret af Jaguar Cars i Storbritannien fra 1963 til 1968. Den blev annonceret den 30. september 1963 og var en teknisk mere sofistikeret udvikling af Mark 2, der tilbød kunderne et mere luksuriøst alternativ uden størrelsen og prisen på Mark X. S-Type blev solgt samtidig med Mark 2, og Jaguar 420 efter udgivelsen i 1966. En retro-stylet bil med samme navn blev også produceret fra 1999-2007 baseret på designet på den oprindelige S-Type.